# أبو مسعود الدمشقي
أبو مسعود الحافظ المجود البارع أبو مسعود إبراهيم بن محمد بن عبيد الدمشقي، توفي حوالي 401 هـ. أحد العلماء ومن رواة الحديث عند أهل السنة والجماعة.
كانت له رحلة واسعة في طلب الحديث. وسمع: عبد الله بن محمد ابن السقاء بواسط، وأبا بكر أحمد بن عبدان الشيرازي الحافظ، وأبا بكر ابن المقرئ الإصبهاني. وسمع بالكوفة أصحاب مطين، وبالبصرة أصحاب أبي خليفة، وببغداد ونيسابور، ثم سكن بغداد. وكان صدوقا ورعا فهما. وكان من أئمة الحديث.
وسمع منه:
أبو القاسم اللالكائي، وأبو ذر الهروي، وحمزة السهمي، والعتيقي.

## مؤلفاته
- أطراف الصحيحين.
- الأجوبة عما أشكل الشيخ الدارقطني على صحيح مسلم بن الحجاج.